# Mennonisme en Argentine

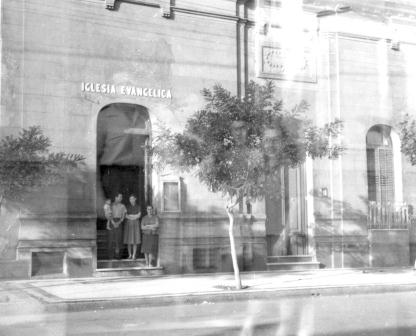
L'église Villegas et la famille Palomeque.

Le mennonisme en Argentine est un mouvement mennonite en Argentine, avec 3 822 membres en 2018. Parmi eux figurent des mennonites originaires de régions allemandes ou néerlandaises et des autochtones convertis au mennonitisme.
Les mennonites germaniques parlent le Plautdietsch et vivent répartis dans quatre colonies, principalement dans la province de La Pampa. Les convertis continuent de parler l'espagnol et de vivre dans les villes en ayant un mode de vie proche de celui des autres protestants d'Argentine. Tandis que les mennonites historiques cherchent à vivre dans un endroit calme et éloigné du monde moderne où ils peuvent vivre sereinement selon leurs traditions, d'autres mennonites, plus libéraux, exercent des activités missionnaires.

## Histoire
Les mennonites historiques d'Argentine ont une longue histoire de migrations. Ce sont les descendants des mennonites du delta de la Vistule qui ont migré entre 1789 et 1804 dans l'Empire russe et plus précisément l'actuelle Ukraine. De là, ils ont migré au Canada à partir des années 1870 puis au Mexique et au Paraguay dans les années 1920. La migration vers la Bolivie a commencé en 1954. Les premières installations en Argentine ont commencé en 1986 et 1987 avec des mennonites venus principalement du Mexique mais aussi de Bolivie et du Paraguay.
Ces mennonites viennent de différents pays mais sont tous originaires de régions allemandes ou néerlandaises. Ils sont parfois regroupés sous la même confession de mennonites russes (en).

## Population
Selon un recensement publié en 2018 par la Conférence mennonite mondiale, le pays aurait 83 églises mennonites et 3,822 membres baptisés dans diverses confessions.
Les mennonites argentins parlent le Plautdietsch, un vieux dialecte allemand. L'espagnol est maîtrisé par une partie des colons et est enseigné dans les écoles. Les mennonites convertis continuent de parler leur langue natale, généralement l'espagnol.
Les mennonites vivent humblement sans électricité, voitures, téléphones, télévisions et bien d'autres biens modernes. Leur activité principale est l'agriculture intensive. Ils vivent isolés et leurs relations avec le monde extérieur se limitent à l'achat de matières premières et à la vente de leurs productions agricoles.

## Localisation
Les mennonites argentins possèdent 10 000 hectares à 40 kilomètres de Guatraché, La Pampa (appelé La Nueva Esperanza, en français, « Le Nouvel Espoir ») et deux communautés agricoles de 10 000 hectares à Pampa de los Guanacos, Santiago del Estero. Ils vivent à Santiago del Estero depuis la fin de 2003 et début 2004, à La Pampa.